# Круглик, Владимир Михайлович
Владимир Михайлович Круглик (1950, д. Пархимовцы, Берестовицкий район, Гродненская область, Белорусская ССР, СССР — 3 апреля 2014, Москва, Российская Федерация) — советский и российский военачальник, заместитель директора Федеральной пограничной службы России (1998—2003). Генерал-полковник.

## Биография
В 1972 г. окончил Алма-Атинское высшее пограничное командное училище КГБ СССР, затем — Военно-политическую академию имени В. И. Ленина, Высшие академические курсы при Военной академии Генерального штаба ВС РФ.
Являлся заместителем начальника по политчасти и начальник пограничной заставы, помощником по комсомольской работе начальника политуправления Краснознамённого Западного пограничного округа КГБ СССР.
- 1985—1987 гг. — начальник политотдела Батумского погранотряда в Закавказье
- 1987—1990 гг. — на политической работе в Тихоокеанском пограничном округе
- 1990—1991 гг. — заместитель начальника войск по политчасти и начальником политотдела Восточного пограничного округа КГБ СССР в Алма-Ате
- 1992—1994 гг. — начальник управления Пограничной службы ФСБ РФ
- 1994—1998 гг. — начальник Управления по воспитательной работе Федеральной пограничной службы — Главного командования Пограничных войск Российской Федерации
- 10.1998—03.2003 гг. — заместитель директора Федеральной пограничной службы России[1]

Участвовал в Афганской войне; отмечен боевыми наградами.
Похоронен на Федеральном военном мемориальном кладбище.

## Награды
Боевые награды.

## Память
В музее г. п. Большая Берестовица Гродненской области Беларуси одна из экспозиций посвящена В. М. Круглику (портрет, личные вещи и др.) 